# (13530) Ninnemann
(13530) Ninnemann (1991 RS2) – planetoida z pasa głównego asteroid okrążająca Słońce w ciągu 3,5 lat w średniej odległości 2,31 j.a. Odkryta 9 września 1991 roku.